# Mugron

Mugron este o comună în departamentul Landes din sud-vestul Franței. În 2009 avea o populație de 1.399 de locuitori.

## Evoluția populației
| An        | 1975  | 1982  | 1990  | 1999  | 2006  | 2009  |
| --------- | ----- | ----- | ----- | ----- | ----- | ----- |
| Populație | 1.470 | 1.464 | 1.327 | 1.324 | 1.385 | 1.399 |